# Happiness Okafor
Happiness Okafor là một tay đua xe đạp chuyên nghiệp người Nigeria. Cô đã giành được huy chương vàng khi đại diện cho Nigeria trong sự kiện đua xe đạp tính thời gian của phụ nữ cùng với Rosemary Marcus và Glory Odiase và Gripa Tombrapa tại Đại hội Thể thao toàn châu Phi 2015 ở Congo Brazzaville.